# Адрианов, Александр Васильевич
Алекса́ндр Васи́льевич Адриа́нов (26 октября [7 ноября] 1854, Белозерское, Тобольская губерния — 7 марта 1920, Томск) — сибирский просветитель, этнограф, путешественник, археолог, ботаник, ученик и последователь идеологов сибирского областничества Г. Н. Потанина и Н. М. Ядринцева. Статский советник (1913).

## Биография
Александр Адрианов родился 26 октября (7 ноября) 1854 года первенцем в семье потомственного священника Алексеевской церкви слободы Белозерской Белозерской волости Курганского округа Тобольской губернии Западно-Сибирского генерал-губернаторства, ныне село — административный центр Белозерского муниципального округа Курганской области. У родителей — Василия Васильева Адрианова и Марии Александровой Адриановой было ещё семь дочерей; в материальном отношении жили скромно. Василий Васильев Адрианов имел склонность к исследовательской деятельности, в районе своего прихода он записывал различные фольклорные произведения, собирал статистические сведения, опубликовал в «Тобольских губернских ведомостях» статью «Как проводят праздники крестьяне Курганского округа слободы Белозерской» и был награждён бронзовой медалью Русского географического общества «За труды по географии».
С 1864 года учился Тобольской гимназии. Первый опубликованный Александром Адриановым рассказ назывался «Аттестаты». В нём речь шла об экзаменах на аттестат зрелости в Тобольской классической гимназии, которую он окончил в 1874 году.
Осенью 1874 года поступил в Санкт-Петербурге в Императорскую медико-хирургическую академию, откуда в следующем году перевёлся в Императорский Санкт-Петербургский университет, на второй курс физико-математического факультета и досрочно окончил его по естественному разряду в 1879 году со степенью кандидата.
Огромное влияние на его дальнейшую судьбу оказала встреча в Петербурге с лидерами сибирского областнического движения Николаем Михайловичем Ядринцевым и Григорием Николаевичем Потаниным, вернувшимися из ссылки, которую они отбывали по обвинению в сепаратизме. Последний подтолкнул Адрианова к путешествиям, местным исследованиям, журналистике и публицистике.
Участвовал в экспедиции Григория Потанина в Северо-Западную Монголию и в Урянхайский край в 1879 году, собирал коллекции растений (часть материалов погибла при пожаре в Иркутске). Эта научная работа высоко оценена Императорским Русским Географическим обществом: «Превосходные коллекции экспедиции, геологические и ботанические, в составлении которых весьма значительная доля участия принадлежит А. В. Адрианову, свидетельствуют о его неутомимых работах во время первой экспедиции. Общество получило равным образом до 70-ти сделанных Адриановым весьма хороших фотографий видов и типов Монголии, первых и единственных в своем роде». С 1879 года он — член Императорского Русского географического общества; за свою работу был награждён серебряной медалью ИРГО.
После краткого периода жизни в Иркутске, в 1880 году переехал в Томск, где участвовал в создании «Сибирской газеты», был её редактором. Адрианов сотрудничал с «Сибирской газетой» в Томске со дня основания в 1881 году до конца июля 1888 года (закрыта окончательно по распоряжению Министерства внутренних дел в связи с её антиправительственной направленностью), кроме того, он состоял постоянным автором газеты «Сибирь» и «Восточного обозрения».
В 1881 и 1883 годах совершил два путешествия в Горную Шорию, на Алтай и за Саяны в Тыву по поручению Императорского Русского географического общества.
В мае 1887 года поступил на государственную службу в Томское губернское управление: сначала на должность секретаря губернского статистического комитета, затем чиновника по особым поручениям. В сентябре 1888 года получил чин коллежского секретаря. После смерти принявшего его на службу либерально настроенного губернатора А. И. Лакса, не пробывшего начальником губернии и года, Адрианову пришлось выйти в отставку. Требование о его отставке новый губернатор А. П. Булюбаш мотивировал его прошлым — участием в «Сибирской газете», тем, что он водил знакомства с политическими ссыльными, и даже отсутствием у него положенного чиновнику шитого мундира и тем, что он не ходит в церковь по царским дням.
В 1889 году за ним был установлен негласный надзор полиции. Попытки найти работу в Томске не увенчались успехом, и Адрианов после долгих мытарств вынужден был поступить на службу в Управление акцизными сборами Восточной Сибири с пребыванием в селе Новосёлово. Через год он был переведён в Минусинск на должность надзирателя акцизных сборов. В 1899 году переведён по службе в Иркутск, в 1901 году он был переведён из Иркутска в Красноярск, в 1904 г. переведён обратно в Иркутск, затем с февраля 1906 г. работал в Томске. Был произведён в чин статского советника в 1913 году.
Совмещал служебные обязанности с исследовательской работой, в том числе с раскопкой курганов, составлением коллекций, гербариев, сбором этнографического материала. Вёл раскопки древнего могильника на южной окраине Томска в 1887 и 1889 годах. Летом 1888 года совершил экспедицию по Васюганью и Нарымскому краю, откуда вывез коллекции предметов материальной культуры остяков. Составил биографию Н. М. Мартьянова. Собранные Адриановым коллекции хранятся в музеях Томска, Минусинска, Москвы, Петербурга, Ботаническом институте, а также за рубежом. А. В. Адрианов — первооткрыватель Енисейских писаниц.
В нач. XX в. совершил экспедиции по Минусинской котловине (1904), Хакасии (1907), Ачинскому и Минусинскому уездам (1909), Рудному Алтаю (1911).
В 1906—1912 годах служил в управлении акцизными сборами Томской губернии и Семипалатинской области, сотрудничал в газете «Сибирская жизнь», был секретарём Томского общества изучения Сибири и Общества любителей художеств, председателем правления Общества содействия вечерним образовательным классам, членом правления Сибирского хорового певческого общества. Избирался гласным Томской городской Думы.
29 июня (12 июля) 1908 года сделал первую публикацию о Тунгусском метеорите (на основании появившихся слухов) через 12 дней после события.
В 1913 году за освещение в газете «Сибирская жизнь» стачки служащих фирмы Второва был уволен в отставку и приговорён к ссылке на 3 года в Нарымский край, заменённой позднее ссылкой в Минусинск. В 1914 году выслан из Минусинска в село Ермаковское Минусинского уезда Енисейской губернии за антиправительственные высказывания и публикации в газете «Минусинский край». В ссылке собирал фольклорный материал, исследовал историю и этнографию коренного населения — хакасов, проводил раскопки курганов Хакасско-Минусинской котловины. Составитель очерков по геологии, гидрографии и орографии Енисейской губернии.
В 1915—1916 годах совершил последнюю экспедицию в Урянхайский край, произвёл раскопки древнекитайского города на реке Элегест.
В марте 1917 года Адрианов возвратился в Томск. Жил в доме 24 по Преображенской улице (ныне улица Дзержинского).
В августе 1917 г. примкнул к Трудовой народно-социалистической партии, от которой вместе с Г. Н. Потаниным и Вл. М. Крутовским баллотировался в Учредительное собрание.
С 1 июня 1917 года до конца декабря 1919 года (с перерывом весной 1918 г.) был редактором газеты «Сибирская жизнь» и активным политическим деятелем: был членом т. н. «Потанинского кружка», участвовал в подготовке и работе Первого Сибирского областного съезда, входил в состав Сибирской областной Думы, являясь членом её комиссии по национальным делам, поддерживая, однако, Временное Сибирское правительство (возглавлял объединенную фракцию областников и беспартийных).
Был непримиримым противником большевиков. Его газета открыто призывала к вооружённой борьбе против Советской власти. Активно поддерживал Колчака; в своих политических выступлениях часто прикрывался именем престарелого Потанина.
В начале декабря из Томска началась массовая эвакуация, но в семье Адриановых при обсуждении вопроса об эмиграции в Китай решено было остаться. В ночь на 17 декабря 1919 года Русская армия оставила Томск, и в ночь на 18 декабря власть в нём перешла к военно-революционному комитету большевиков, 20 декабря в город вошла Красная армия.
Арестован большевиками 22 декабря 1919 года. Был обвинен в систематической борьбе с советской властью путём агитации в газете.
Александр Васильевич Адрианов расстрелян 7 марта 1920 года по приговору местной ЧК в Томске. Место захоронения неизвестно.

## Членство в организациях
- Императорское Русское географическое общество.

## Награды
- Императорский орден Святой Анны III степени.
- Императорский и Царский Орден Святого Станислава III степени
- Медаль «В память царствования императора Александра III»
- Медаль «За труды по первой всеобщей переписи населения»
- Серебряная и золотая медали Императорского Русского Географического общества.

## Память
Спустя 71 год после его расстрела, 7 ноября 1991 года в Томске на здании, где помещалась редакция газеты «Сибирская жизнь» (угол улицы Гагарина и переулка Нахановича), переулок Нахановича 9, была открыта мемориальная доска.

## Семья
Состоял в гражданском браке с Анной Ефимовной Колмаковой (урожд. Игнатовой), уроженка г. Ярославля, дочь кантониста николаевских военных поселений.
В семье А. В. Адрианова и Анны Ефимовны Колмаковой было 7 детей — 5 дочерей и 2 сына:
- Мария (17 (29) сентября 1881 — 1953), окончила музыкальные классы по классу фортепиано, преподавала музыку, личной семьи у неё не было;
- Александр (13 (25) августа 1882 — май 1961), работал директором Семипалатинского обл. музея, был репрессирован, после 7 лет лагерей вернулся в Томск, работал в ТОКМ, его дочь Галина вышла замуж за Торицина;
- Нина (4 (16) декабря 1884 — 1940), личной семьи не было;
- Григорий (20 января (1 февраля) 1887 — 14 ноября 1937), работал бухгалтером в Томске, расстрелян, в его семье родилось 7 детей (2 сына и 5 дочерей)[11];
- Любовь (9 (21) ноября 1889 — конец 1960-х или начало 1970-х), в замужестве — Судинко;
- Вера (3 (15) марта 1892 — 1959, приблизительно декабрь), в замужестве — Ганкевич; Её муж Александр Яковлевич Ганкевич (1879—1920), офицер Белой армии, расстрелян. У них дочь[12].
- Надежда (25 июня (7 июля) 1895 — 21 или 29 мая 1961), в замужестве — Путкова.

## Сочинения
- Путешествие в Кузнецкий край // Изв. Имп. Русск. Геогр. о-ва. — 1881. — Т. XVII, вып. 4. — С. 39—46.
- Путешествие Адрианова, члена-сотрудника Императорского Русского Географического общества в 1883 г. // Изв. Имп. Русск. Геогр. о-ва. — 1883. — Т. XIX. — С. 349—355.
- Путешествие на Алтай и за Саяны, совершённое в 1881 году по поручению Императорского Русского Географического общества членом-сотрудником А. В. Адриановым // Зап. Имп. Русск. Геогр. о-ва по общ. географии. — СПб., 1888. — Т. 11. — С. 145—444
- Путешествие на Алтай и за Саяны, совершённое в 1883 году по поручению Императорского Русского Географического общества и его Западно-Сибирского отдела членом-сотрудником А. В. Адриановым // Зап. Западно-Сиб. отд. Имп. Русск. Геогр. о-ва. — Омск, 1888. — Т. 8. — В. 2. — С. 1—144
- Курганография Сибири. — Томск, 1884
- Томск в прошлом и настоящем. — Томск, 1890
- Н. М. Мартьянов // Тр. Бот. сада Юрьевск. ун-та. — 1903. — Т. IV. — С. 134—141.
- Оглахтинский могильник // Иллюстр. прилож. к газ. «Сибирская жизнь». — Томск, 1903, № 249 и 254
- Очерки Минусинского края / Сиб. торг.-пром. календарь на 1904 год. — Томск, 1904. — С. 3—61.
- Обследование писаниц в Минусинском крае летом 1907 г. // Изв. Русск. ком. для изуч. Ср. и Вост. Азии. 1908. № 8.
- Отчет по исследованию писаниц Минусинского края А. В. Адрианова // Изв. Русск. ком. для изуч. Ср. и Вост. Азии. 1910. № 10
- Томская старина. — Томск, 1912
- Об искусстве в Томске. — Томск, 1912
- Об орнаменте у сибирских инородцев // Тр. Всерос. съезда художников в Петрограде. — Декабрь 1911 — январь 1912. — Т. 1
- К биографии Г. Н. Потанина // Сборник к 80-летию со дня рождения Григория Николаевича Потанина. — Томск, 1915
- Памяти супругов Клеменц. — Иркутск, 1917
- Периодическая печать в Сибири: с указателем изданий в 1918 г. — Томск, 1919
- Северный морской путь и московские промышленники. — Томск, 1912
- Славный сибиряк Иван Александрович Худяков. — Санкт-Петербург, 1911.